# Limbă flexionară
În domeniul morfologic al tipologiei lingvistice, termenul „limbă flexionară”, creat în 1836 de lingvistul german Wilhelm von Humboldt, desemnează o limbă în care cuvintele sunt dificil de segmentat în morfemele pe care le conțin.
O limbă flexionară prezintă următoarele proprietăți:
- Unul și același afix poate avea funcție complexă, de exemplu să exprime mai multe categorii gramaticale. Bunăoară, în limba latină, desinența -ae din scholae indică împreună și genul (feminin), și numărul, și cazul substantivului: numărul singular sau plural, cazul genitiv (singular), dativ (singular) sau nominativ (plural), în funcție de context[2].
- Afixele și rădăcina învecinate pot fuziona. De exemplu, în limba norvegiană de est, rădăcina verbului corespunzător lui „a răspunde” este [sva:r], iar sufixul participiului trecut este [t], dar în acest caz [t] fuzionează cu [r], rezultând [ʈ], participiul trecut al verbului fiind prin urmare [sva:ʈ][3].
- În afara flexiunii prin schimbare de sufixe, există și flexiune internă, adică prin modificări în interiorul rădăcinii, de exemplu în limba engleză I take „(eu) iau” vs. I took „(eu) am luat”[4].

Prin aceste proprietăți, limbile flexionare se deosebesc de cele aglutinante, care prezintă preponderent contrariul acestor proprietăți, adică în cazul ideal, un afix exprimă o singură categorie gramaticală, morfemele se succed fiind clar delimitate și nu există flexiune internă.
În realitate, caracterul flexionar este prezent în diverse limbi în grade diferite. Pe de o parte, limbi care fac parte din alte categorii decât cele flexionare pot prezenta și ele elemente flexionare. De exemplu, limba maghiară prezintă un caracter aglutinant foarte net în domeniul părților de vorbire nominale, dar nu și în domeniul verbului. Astfel, într-un verb ca látom „îl/o/îi/le văd”, desinența -om exprimă trei trăsături: numărul (singular), persoana (I) și faptul că verbul are complement direct definit de persoana a III-a. Pe de altă parte, limbi considerate flexionare nu sunt total flexionare. În limba engleză, bunăoară, un cuvânt ca dis/establish/ment „separare de stat” este format în mod aglutinant (semnul / reprezintă limitele nete dintre morfemele din care se constituie).
Sunt clasificate în categoria limbilor flexionare multe limbi indoeuropene, printre care și româna, limbile semitice (araba, ebraica etc.), limbile nilotice din Africa și limbi din alte familii.